# Mina Smallman
Wilhelmina Tokcumboh "Mina" Smallman (Middlesex, 29 de outubro de 1956) é uma sacerdote anglicana britânica aposentada e ex-professora. Ela serviu como arquidiácona de Southend, na Diocese de Chelmsford, entre setembro de 2013 e sua aposentadoria em dezembro de 2016. Ela foi a primeira arquidiácona da Igreja da Inglaterra de origem étnica negra e minoritária.

## Vida pregressa
Wilhelmina Tokcumboh Smallman nasceu em 29 de outubro de 1956, no condado histórico de Middlesex, na Inglaterra. Sua mãe, Catherine, era descendente de escoceses e seu pai, Bill, era de ascendência nigeriana.[carece de fontes?]

## Carreira
Durante toda a sua carreira, Wilhelmina diz ter sofrido misoginia e racismo, principalmente por causa de “homens brancos privilegiados” que, segundo ela, “questionaram” o seu direito de ser padre.

### Ensino
Wilhelmina Smallman estudou teatro, inglês e voz na Escola Central de Fala e Drama, graduando-se como Bacharel em Educação (BEd) em 1988. Ela então trabalhou como professora de teatro por 15 anos. Em 2005, ela era diretora assistente do John Kelly Girls' Technology College.

### Ministério ordenado
Wilhelmina Smallman foi treinada para ordenação no Curso de Treinamento Ministerial do Norte do Tâmisa. Durante sua formação, ela também estudou teologia contextual na Universidade Middlesex, graduando-se como Bacharel em Artes (BA) em 2006.
Wilhelmina foi ordenada na Igreja da Inglaterra como diácona em 2006 e como sacerdote em 2007. Após curas em Harrow e Stanmore, ela foi Vigária da Equipe em Barking de 2010 até sua nomeação como arquidiácona.
Em junho de 2013, foi anunciado que Wilhelmina seria a próxima arquidiácona de Southend. Em 16 de setembro de 2013, ela foi empossada como arquidiácona durante um serviço religioso na Catedral de Chelmsford. Ela se aposentou em 31 de dezembro de 2016.
Em 2021, ela foi escolhida pelo programa Today da BBC Radio 4 para ser uma das sete editoras convidadas durante o período de Natal.

## Vida pessoal
Wilhelmina Smallman teve três filhas. Desde 1992, ela é casada com Christopher.
Os corpos de duas de suas filhas, Nicole e Bibaa, foram descobertos, esfaqueados até a morte, no Fryent Country Park, em Brent, em 7 de junho de 2020. Wilhelmina Smallman afirma que a polícia não fez o suficiente para encontrar as irmãs desaparecidas desde o início e afirma que houve um elemento racista nisso. Um inquérito do Gabinete Independente de Conduta Policial fez algumas críticas à investigação, mas considerou que não havia nenhum elemento de racismo envolvido.
Uma investigação de assassinato foi lançada.  Em 2 de julho de 2020, Danyal Hussein foi acusado do assassinato das meninas. Ele foi considerado culpado em 6 de julho de 2021 e condenado a prisão perpétua com pena mínima de 35 anos.
Wilhelmina Smallman afirma que a maioria dos policiais são pessoas incríveis que fazem um trabalho incrível, mas existe uma minoria misógina influente e precisamos trabalhar para superar isso. Wilhelmina afirma que Cressida Dick tentou enganá-la, dando a impressão de que os problemas com a investigação dos assassinatos de suas filhas eram incidentes incomuns e isolados quando, na realidade, Cressida sabia sobre investigações de irregularidades na Delegacia de Polícia de Charing Cross e sabia que havia problemas maiores. Wilhelmina disse: "Então ela saberia que este não era um incidente isolado. Eu não esperava que ela se jogasse ou o Met debaixo do ônibus, mas que se comportasse de uma forma que soasse como 'isso é incrível' ou 'nunca ouvimos falar de nada parecido em nossas vidas' [a conduta dos policiais em Fryent Country Park], era mentira." 

## Prêmio
Wilhelmina Smallman foi incluída na lista 100 Mulheres da BBC para 2021, que indica as mulheres mais inspiradoras e influentes de todo o mundo. Em 2021, a BBC teve a preocupação de destacar as mulheres que estão fazendo um “reset” – que estão reinventando a nossa sociedade, a nossa cultura e o nosso mundo. Wilhelmina foi reconhecida por seu pioneirismo como a primeira mulher arquidiácona da Igreja da Inglaterra de origem negra ou de minoria étnica, e por sua campanha para tornar as ruas do Reino Unido mais seguras e pela reforma da polícia.